# Самойлов Віктор Васильович
Ві́ктор Васи́льович Само́йлов (1969—2014) — український військовослужбовець, десантник, старший сержант Збройних сил України, учасник російсько-української війни.

## Життєпис
Народився 1969 року в смт Новопокровка (Солонянський район, Дніпропетровська область). Закінчив середню школу № 1 смт Солоне.
Проходив військову службу на посаді головного сержанта взводу 25-ї Дніпропетровської окремої аеромобільної бригади, в/ч А1126, смт Гвардійське). Від початку російської збройної агресії захищав Україну на східному фронті.
До останнього тримав позиції на кургані Савур-могила. Коли український кордон перетнули регулярні формування збройних сил РФ, і основні сили української армії вже відступили, на Савур-могилі залишились в оточенні бійці, у яких не було наказу на відхід. 24 серпня 2014 року до них прорвалась машина, щоб евакуювати поранених, у тому числі Віктора Самойлова, командира спецбатальйону міліції «Тимур» Темура Юлдашева і гвардійця Івана Журавльова. Під час евакуації автомобіль було двічі обстріляно, він перевернувся і був захоплений російськими бойовиками поблизу села Петрівське Шахтарського району. Самойлова та інших поранених вони вбили. Про це розповів Іван Журавльов, якого бойовики забрали у полон, упізнавши в ньому бійця, що підняв український прапор над Слов'янськом. За кілька тижнів Журавльов вийшов на зв'язок, потім був звільнений за обміном.
Група, яку направили на пошук загиблих, не змогла знайти тіла; офіційно Віктор вважався зниклим безвісти. Тіло ексгумоване Місією «Евакуація-200» («Чорний тюльпан») у безіменній могилі на околиці Петрівського 1 жовтня 2014 року. Упізнаний за експертизою ДНК.
Похований 19 березня 2015 року в смт Солоне.

## Нагороди та вшанування
- 31 жовтня 2014 року, — за особисту мужність і героїзм, виявлені у захисті державного суверенітету та територіальної цілісності України, вірність військовій присязі, — нагороджений орденом «За мужність» III ступеня[2].
- 19.02.2016 року вулиця Жовтнева у с. Солоному перейменована у вул. Самойлова.[3]
- 13 жовтня 2016 року в приміщенні Солонянської СЗШ № 1 встановлено і освячено меморіальну дошку[4].
- Його портрет розміщений на меморіалі «Стіна пам'яті полеглих за Україну» у Києві: секція 3, ряд 9, місце 1
- Вшановується 24 серпня на щоденному ранковому церемоніалі вшанування українських захисників, які загинули цього дня у різні роки внаслідок російської збройної агресії[5]